# Redingtonia
Redingtonia là một chi bướm đêm thuộc họ Noctuidae.

## Loài
- Redingtonia alba Barnes & McDunnough, 1912